# 11-та танкова армія СС
11-та танкова армія СС (нім. 11. SS-Panzerarmee) — німецьке військове формування, яке було армією тільки на папері. Було у складі військ Ваффен-СС і брало участь у бойових діях на Східному фронті під час Другої світової війни.

## Історія
Штаб 11-ї танкової армії нової формації був створений в січні 1945 року. Він був створений зі співробітників штабу групи армій «Вісла», яка перебувала в прямому підпорядкуванні у Гіммлера. Основою армії став III (германський) танковий корпус СС і ряд розрізнених армійських частин. Підрозділи армії зосереджувалися в районі на північний схід від Берліна, перейшовши в підпорядкування армії резерву. За задумом Гітлера частини армії повинні були завдати удару у фланг 1-му Білоруському фронту і тимчасово затримати наступ Червоної армії.
16 лютого частини армії завдали удару по північному флангу 1-го Білоруського фронту, деблокувавши оточений гарнізон міста Арнсвальде. Наступного дня наступ продовжився, але незабаром був зупинений переважаючими радянськими силами. Після цього Червона армія сама перейшла в наступ. Частини 11-ї танкової армії почали відступ. У лютому армія була передана до складу групи армій «Вісла». У березні німецькі війська були відтіснені за Одер, а 21 квітня частини армії були розгромлені Червоною армією.

## Командири
- Генерал піхоти Антон Ґрассер (26 січня — 5 лютого 1945)
- Обергруппенфюрер СС і генерал Ваффен-СС Фелікс Штайнер (5 лютого — 5 березня 1945)
- Генерал піхоти Отто Гіцфельд (5 — 8 березня 1945)
- Генерал артилерії Вернер Лухт (8 березня — 21 квітня 1945)

## Склад
- III (германський) танковий корпус СС
- LXVII армійський корпус
- XI армійський корпус